# Dichromia leucotaenia
Dichromia leucotaenia là một loài bướm đêm trong họ Erebidae.